# Wereldbeker schaatsen 2008/2009 - Wereldbeker 2 - 1500 meter mannen
De tweede van 6 wedstrijden voor de wereldbeker schaatsen 1500 meter werd gehouden op 15 november 2008 in Heerenveen.

## Uitslag A-divisie
| rang   | schaatser                | tijd    | punten |
| ------ | ------------------------ | ------- | ------ |
| Goud   | Shani Davis              | 1.45,23 | 100    |
| Zilver | Stefan Groothuis         | 1.45,84 | 80     |
| Brons  | Mark Tuitert             | 1.45,90 | 70     |
| 4      | Håvard Bøkko             | 1.46,06 | 60     |
| 5      | Erben Wennemars          | 1.46,10 | 50     |
| 6      | Chad Hedrick             | 1.46,13 | 45     |
| 7      | Trevor Marsicano         | 1.46,70 | 40     |
| 8      | Enrico Fabris            | 1.46,74 | 36     |
| 9      | Simon Kuipers            | 1.46,88 | 32     |
| 10     | Ivan Skobrev             | 1.46,93 | 28     |
| 11     | Sven Kramer              | 1.47,27 | 24     |
| 12     | Lee Jong-Woo             | 1.47,66 | 21     |
| 13     | Jevgeni Lalenkov         | 1.47,87 | 18     |
| 14     | Lucas Makowsky           | 1.48,33 | 16     |
| 15     | François Olivier Roberge | 1.48,39 | 14     |
| 16     | Christoffer Rukke        | 1.48,51 | 12     |
| 17     | Teruhiro Sugimori        | 1.48,87 | 10     |
| 18     | Daniel Friberg           | 1.48,89 | 8      |
| 19     | Denny Morrison           | 1.48,97 | 6      |
| 20     | Konrad Niedźwiedzki      | 1.49,19 | 5      |

## Loting
| rit | binnenbaan               | buitenbaan          |
| --- | ------------------------ | ------------------- |
| 1   | François Olivier Roberge | Ivan Skobrev        |
| 2   | Lee Jong-Woo             | Christoffer Rukke   |
| 3   | Enrico Fabris            | Konrad Niedźwiedzki |
| 4   | Lucas Makowsky           | Daniel Friberg      |
| 5   | Teruhiro Sugimori        | Trevor Marsicano    |
| 6   | Jevgeni Lalenkov         | Stefan Groothuis    |
| 7   | Chad Hedrick             | Denny Morrison      |
| 8   | Shani Davis              | Håvard Bøkko        |
| 9   | Simon Kuipers            | Mark Tuitert        |
| 10  | Sven Kramer              | Erben Wennemars     |

## Top 10 B-divisie
| rang | schaatser             | tijd       | punten |
| ---- | --------------------- | ---------- | ------ |
| 1    | Mo Tae-Bum            | 1.48,98    | 25     |
| 2    | Samuel Schwarz        | 1.49,50    | 19     |
| 3    | Mikael Flygind-Larsen | 1.49,51    | 15     |
| 4    | Steven Elm            | 1.49,56    | 11     |
| 5    | Robert Lehmann        | 1.49,57    | 8      |
| 6    | Tobias Schneider      | 1.49,78    | 6      |
| 7    | Sverre Haugli         | 1.49,96    | 4      |
| 8    | Jörg Dallmann         | 1.50,11(0) | 2      |
| 9    | Aleksey Yesin         | 1.50,11(5) | 1      |
| 10   | Jeff Kitura           | 1.50,11(6) | 0      |